# Bapan
Bapan är en köping i Kina. Den ligger i provinsen Guizhou, i den sydvästra delen av landet, omkring 260 kilometer nordost om provinshuvudstaden Guiyang. Antalet invånare är 610.